# アレッサンドロ・デル・ピエロ
アレッサンドロ・デル・ピエロ（Alessandro Del Piero, 1974年11月9日 - ）は、イタリア・ヴェネト州トレヴィーゾ県コネリアーノ出身の元サッカー選手、現サッカー解説者、実業家。元イタリア代表。現役時は主にフォワードとしてプレーしたが、トップ下よりも後方のミッドフィールダーのポジションでもプレーすることができた。引退後の2015年以降は、スカイスポーツで解説者を務める。テクニカルで創造的なフォワードであり、フリーキックのスペシャリストでもあった。デル・ピエロは同世代で最も偉大な選手の1人として評価されており、ファンタジスタと称された。1998年と2008年にセリエAイタリア人年間最優秀選手賞を受賞し、またバロンドールおよびFIFA最優秀選手賞にも複数回ノミネートされている。
イタリアの全大会を通じて史上2番目に多くの得点を挙げた選手であり、シルヴィオ・ピオラの390ゴールに次ぐ346ゴールを記録している。セリエAの歴史では史上9番目に多く得点を挙げた選手でもあり、ジュゼッペ・シニョーリとアルベルト・ジラルディーノに並ぶ188ゴールを記録している。。1991年にパドヴァ・カルチョでデビュー、1993年にユヴェントスFCに移籍し19シーズン、キャプテンとしては11シーズンプレーし、クラブの最多得点記録（290ゴール）および最多出場記録（705試合）を保持している。ユヴェントスではセリエAを6回、コッパ・イタリアを1回、スーペルコッパ・イタリアーナを4回、その他UEFAチャンピオンズリーグ、UEFAスーパーカップ、UEFAインタートトカップ、インターコンチネンタルカップをそれぞれ獲得している。2012年にユヴェントスを離れた後は、オーストラリアのシドニーFCで2シーズン、2014年からデリー・ディナモスFC（現オディシャFC）で1シーズン、それぞれプレーした後に引退した。
デル・ピエロは参加したすべての大会において、得点を記録している。2004年にはFIFAの百周年記念行事の一環として、ペレが選んだ125人の偉大な現役サッカー選手のリストであるFIFA 100に選出された。同年に、彼はUEFAゴールデンジュビリーポールにも選出され、過去50年間で最も優れたヨーロッパの選手50人のリストに名を連た。さらにイタリア国内で6つの賞を受賞しており、ゴールデンフット賞も獲得している。
代表戦では、デル・ピエロはイタリア代表として3回のFIFAワールドカップと4回のUEFA欧州選手権に出場し、2006 FIFAワールドカップでは優勝、UEFA EURO 2000では準優勝に貢献している。イタリア代表においてはロベルト・バッジョと並ぶ27得点を記録しており、これはシルヴィオ・ピオラ（30得点）、ジュゼッペ・メアッツァ（33得点）、ルイジ・リーヴァ（35得点）に次ぐ記録である。また、1995年から2008年までのイタリア代表での出場数は91試合であり、これは歴代11位の記録である。
イタリアの全大会を通じて史上2番目に多くの得点を挙げた選手であり、346ゴールを記録している。またキャリア全体を通しては、462得点を記録している「デル・ピエロ・ゾーン」と呼ばれる左45度付近からファーポストへ決めるシュートを得意とし、稀代のテクニシャンで正確無比なシューターだった。

## 幼少期
デル・ピエロはヴェネト州のコネリアーノに生まれた。父ジーノは電気技師、母ブルーナは家政婦であった。家族はサン・ヴェンデミアーノの農村部にある、サッコンという小さな集落に居住していた。デル・ピエロは子供の頃から友達のネルソやピエルパオロと一緒に、頻繁に裏庭でサッカーをして遊んでいたという。3人はサッカー選手になる夢を抱いていたが、実現したのはデル・ピエロだけとなった。兄のステファノは一時期サンプドリアに所属するサッカー選手として活動していたが、怪我によりキャリアを終え、その後は弟アレッサンドロの代理人として活動する事となった。また、デル・ピエロの家庭は海外旅行への遊興費の捻出も難しかったため、幼少期のデル・ピエロは世界中を見て回るために、トラックの運転手になることも考えていたという。
1981年から地元のサン・ヴェンデミアーノのユースチームでサッカーの道に入り、デル・ピエロは少しでも多くのプレー時間を得るために、ゴールキーパーとして出場することがあった。母のブルーナはアレッサンドロがキーパーとしてプレーを続ける方がフィールドプレーヤーよりも良いと考え、汗をかくこともなくケガをする可能性も少ないと考えていた。しかしアレッサンドロの兄のステファノは、若いデル・ピエロのスキルを考慮して、彼はより攻撃的なポジションでプレーする方が向いていると母親に伝えた。そしてデル・ピエロはFWとしての道に転向することとなる。

## クラブキャリア

### パドヴァでのデビュー
デル・ピエロは1988年にスカウトを受けてわずか13歳で地元を離れ、パドヴァ・カルチョのユースチームでプレーすることとなった。1991-1992シーズン、16歳の時にトップチームに昇格し、さらに17歳でマヌエル・サンドレアーニ監督率いるメッシーナ戦でセリエBデビューし、1992年3月15日にロベルト・プテッリとの交代で途中出場を果たした。翌シーズンの1992年11月22日のトゥルナーナ戦では、5-0で勝利し自身のプロ初ゴールを記録した。1993年にはユヴェントス会長のジャンピエロ・ボニペルティの意向により、15億リラの年俸でユヴェントスに移籍した。

### ユヴェントスでの活躍

#### 1993年～1998年：キャリア初期の国内外での成功
1993-94シーズンにユヴェントスに加入し、以降2012年夏に放出されるまで19シーズンにわたってプレーしている。加入当時の監督ジョヴァンニ・トラパットーニは彼をトップチームとともに練習させることを強く要求したが、最初はプリマヴェーラでプレーし、アントネッロ・クックレドゥの指導の下、1994年のU-20選手権での優勝に貢献した。デル・ピエロは1993年9月12日のフォッジャ戦で、トラパットーニ監督の指示で途中出場しセリエAデビューを果たし、次の試合である9月19日のレッジャーナ戦で再び途中出場した際に初ゴールを記録。1994年3月のパルマ戦では初のハットトリックを達成する。デル・ピエロは少しずつ出場数を増やしていき、初シーズンはチームがセリエAで2位に終わる中で、ユースチーム、リーグ戦、コッパ・イタリア、およびUEFAカップを含む14試合に出場し、5得点を挙げた。
1994-1995シーズン、開幕前にはパルマへの移籍が決まりかけていたが、パルマがディノ・バッジョを獲得したことにより、獲得から引き、残留した。このシーズンからマルチェロ・リッピが監督に就任、デル・ピエロはこのシーズン、ロベルト・バッジョがパドヴァ戦で負傷し離脱したことにより出場回数を増やし、ジャンルカ・ヴィアッリやファブリッツィオ・ラバネッリと共にトップチームに加わり、1994年12月4日のフィオレンティーナでは、アレッサンドロ・オルランドからのクロスをダイレクトのアウトサイドボレーで決めたことによって、デル・ピエロは世界中からも注目を集めるようになった。この年は自身初のスクデット獲得。デル・ピエロはこのシーズンにフィオレンティーナ戦での決勝ゴールなどを含め、シーズン全体でリーグ8得点を挙げた。デル・ピエロはまた、コッパ・イタリアで2得点を挙げ、決勝で当時のライバルであったパルマを破ったが、UEFAカップの決勝では同じカードのパルマに敗れた。 この時期、デル・ピエロは自らの技術と戦術的な特性、そしてバッジョの創造的なプレースタイルとの類似点から「ピントゥリッキオ」というニックネームを得た。このニックネームは、当時の会長ジャンニ・アニェッリが、新進気鋭の選手デル・ピエロをルネサンス期の画家ピントゥリッキオになぞらえたものである。
1995-96シーズン、バッジョのACミラン移籍によって、ミシェル・プラティニやバッジョが背負ってきたユヴェントスの背番号10を引き継ぐことになった。このシーズン、デル・ピエロはセリエAで5試合連続を含む6得点と10アシストを挙げたが、ユヴェントスはミランに次ぐ2位でシーズンを終えた。しかしパルマとのスーペルコッパ・イタリアーナではヴィアッリの得点をアシストし、1-0での勝利に貢献した。また同シーズンのUEFAチャンピオンズリーグでは6得点を挙げて得点ランキング2位となり、ユヴェントスの制覇に貢献するなど、エースとしての役割を果たした。バロンドールでは57票を集め、4位にノミネートされた。。
翌1996-97シーズンには、トヨタカップのリーベル・プレートとの対戦で決勝点をあげ、MVPに選ばれた。さらに、ブラヴォー賞を受賞し、バロンドールでも2年連続で投票4位に選ばれている。このシーズンにはスクデットを獲得し、連続2回目となるCL決勝への進出にも貢献した。決勝のボルシア・ドルトムント戦ではヒールキックによるゴールを決めたものの敗れ、準優勝に終わった。この年にはバロンドールとFIFA最優秀選手賞の両アワードでノミネートされ、前者では6位 後者は4位に入賞した。
1997-98シーズンはスーペルコッパ・イタリアーナを制覇するなど順調なスタートを切り、このシーズンに加入したフィリッポ・インザーギと先シーズンから所属するジネディーヌ・ジダンとともに強力なトライアングルを形成し（特にインザーギとの2トップは「デル・ピッポ」と呼ばれた）セリエAでキャリア最高タイとなる21ゴールを記録、またUEFAチャンピオンズリーグでも準決勝のASモナコ戦でのハットトリックを含む10ゴールを挙げた。決勝ではレアル・マドリードに敗れたが、国内ではインテルとの激しい優勝争いを制してスクデット連覇を達成し、自身もそのインテルとのイタリアダービーでの決勝ゴールを挙げるなど、重要な役割を果たした。デル・ピエロはこの年のセリエA年間最優秀選手賞を受賞し、またバロンドールにも再びノミネートされた。この時期、ファンからは彼は「Il Fenomeno Vero（真の怪物）」という愛称で呼ばれており、これはインテルに所属するブラジル代表のストライカーロナウドが「Il Fenomeno（怪物）」と呼ばれていた事に対抗したものである。

#### 1998年～2001年：負傷との戦い
1998-99シーズンはスーペルコッパ・イタリアーナとのラツィオ戦にてPKから得点したが、試合は1-2で敗北した。しかし1998年11月8日、ウディネーゼとの試合の終盤にて左膝の十字靭帯断裂を負い、以降の同シーズン内はわずか2得点に終わり、クラブもリーグ戦で6位という結果に終わった。またチャンピオンズリーグではベスト4まで進出したが、準決勝で同シーズンで優勝を果たすマンチェスター・ユナイテッドに敗れた。
同シーズンの怪我の後、デル・ピエロは筋力強化のためのプログラムを受け、時代の変化に伴うタフネスの必要性にも適応、スピードと敏捷性を失った部分を補うことができた。しかしこの回復プログラムに伴う体重増加と身体の発育の結果、当時セリエAで横行していたドーピングの疑惑を掛けられる事となったが、長期間にわたる調査の結果、2005年には全ての告発に関して無罪が認定された。

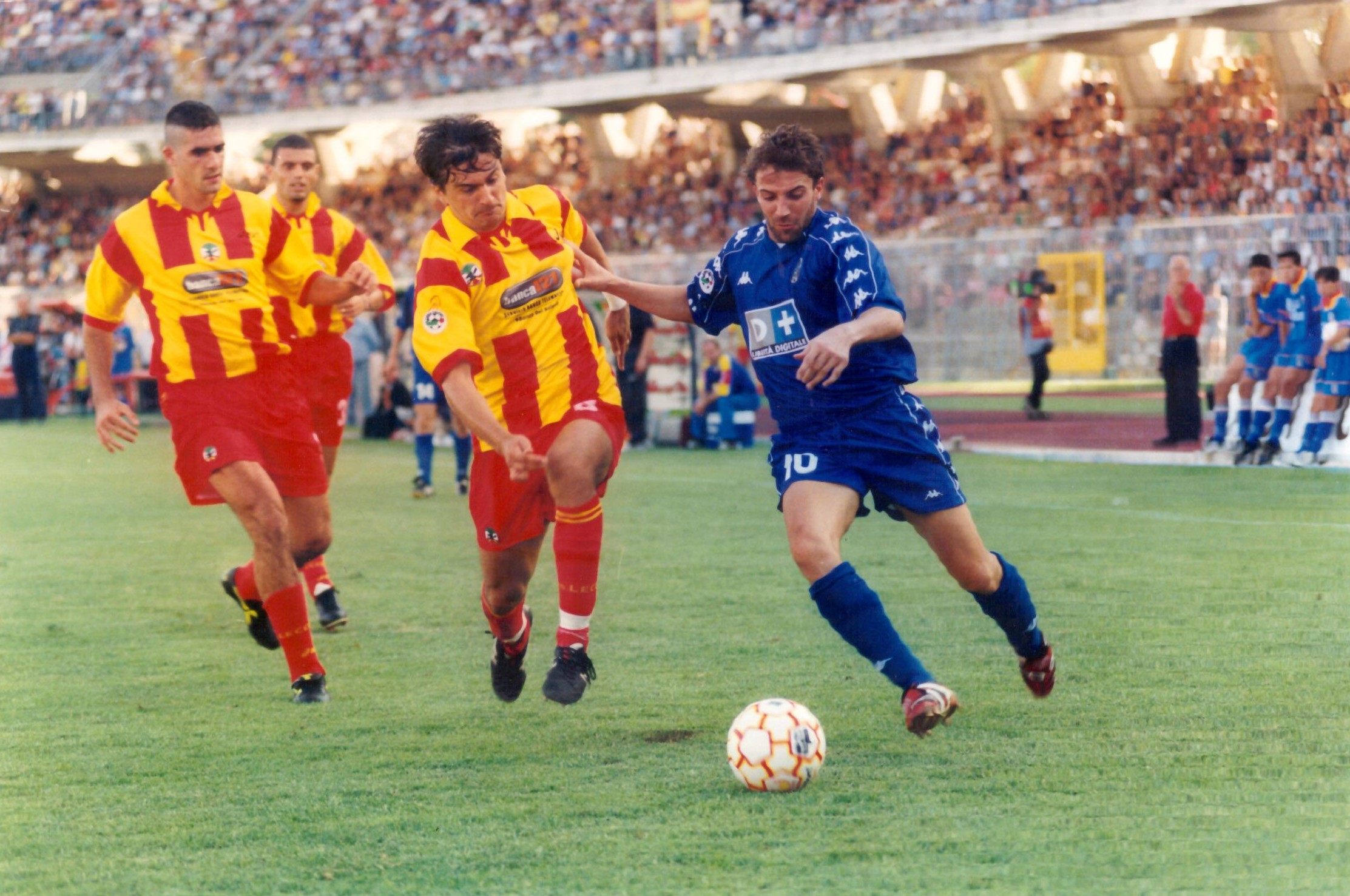
1999年、USレッチェ戦でのデル・ピエロ(右)

続く1999-2000シーズンはカルロ・アンチェロッティが監督に就任し、デル・ピエロは主にアシスターとして活躍し、セリエAでは同シーズン最多となる14アシスト、全コンペティションを通しては20アシストを記録した。しかし前シーズンの怪我の影響で得点は9に留まり、そのうち8得点はセットプレーによるもの、残りの1得点もPKを起点としたものであった 。さらにシーズン終盤ではそれまで好調であったインザーギとの連携も乱れるようになり、これはインザーギのスタンドプレーや、両者のピッチ内外での緊張などが影響したと分析された。同シーズンはユヴェントスは1999 UEFAインタートトカップの優勝を達成したが、セリエAでは惜しくも優勝を逃した。デル・ピエロは2000年、給与、ボーナス、広告収益を含む世界で最高給のサッカー選手だった。
2000–01シーズンは、今度はASローマにタイトルを奪われまたしても優勝を逃した。デル・ピエロは9月30日のSSCナポリ戦で初ゴールを決め勝利を収めたが、その後再び怪我を負い、得点から遠ざかった。しかし、2001年2月18日のアウェーのFCバーリ1908戦で再び得点を果たし、デル・ピエロはこのゴールを、直前に死去していた父に捧げる形で祝福した。シーズン終盤になるとデル・ピエロは再び調子を取り戻したが、首位ローマとの頂上決戦で得点を挙げるなどしたものの、タイトル獲得に導く事はできなかった。

#### 2001年～2004年：新たな成功
2001-02シーズンにはマルチェロ・リッピがユヴェントスの監督として復帰し、デル・ピエロはユヴェントスのキャプテンに任命され、ピッチではダヴィド・トレゼゲやパヴェル・ネドヴェドと共に強力な攻撃陣を形成、16ゴールと多数のアシストを記録し、シーズン最終節のアウェーでのウディネーゼ戦ではトレゼゲとデル・ピエロの得点によって2-0で勝利を収め、ローマとインテルをそれぞれ1ポイント差で制して逆転優勝を果たし、26回目のセリエAチャンピオンに輝いた。
デル・ピエロは国内カップ戦や大陸大会を含む全大会で21ゴールを挙げ、また2001年8月26日のACヴェネツィア戦にて、ユヴェントスでの100点目と101点目の得点も記録している。またコッパ・イタリアでも決勝まで勝ち進んだが、パルマに敗れ準優勝に終わった。
2002–03シーズンは、デル・ピエロはスーペルコッパ・イタリアーナでパルマを破り2得点を挙げるという、幸先の良いスタートを切った。ユヴェントスはこのシーズンもセリエAのタイトルを防衛して2連覇を達成し、デル・ピエロは2003年4月27日のブレシア戦でセリエA100ゴールを達成した。UEFAチャンピオンズリーグではニューカッスル・ユナイテッドFC、ディナモ・キエフ、フェイエノールトと同じグループEに振り分けられ、デル・ピエロは9月24日のディナモ・キエフ戦で、ネドヴェドとマウロ・カモラネージとの連携からチームの2点目を挙げ、UEFAの大会ではこれが初のゴールとなった。
続くホームのニューカッスル戦では、2得点を挙げ、ユヴェントスの首位キープに貢献、2ndステージに進出した。2ndステージではFCバーゼルとデポルティーボ・ラ・コルーニャを抑え、マンチェスター・ユナイテッドと共に決勝トーナメント進出を果たした。準々決勝ではロスタイムのマルセロ・サラジェタの決勝ゴールで勝利し 、準決勝では再びスペインのチームであるレアル・マドリードと対戦、合計スコア4-3で勝利を収めた。そして決勝ではACミランとの同国対決となり、フルタイム・延長戦ともに無得点のままPK戦に突入、デル・ピエロはPKを成功させたが、ユヴェントスはPK戦3-2で敗北した。
翌2003-04シーズン、ユヴェントスはスーペルコッパ・イタリアーナで勝利を収めるなど順調なスタートを切ったが、セリエAは3位、CLはベスト16は痛いという不本意な結果に終わり、コッパ・イタリアでは決勝まで進出したが、ラツィオに敗れて準優勝に終わった。シーズン終了後、監督のリッピはユヴェントスを離れ、イタリア代表の指揮を執ることとなった。

#### 2004年～2006年：カルチョポリによる降格
2004-05シーズンより、新たなユヴェントスの監督にはファビオ・カペッロが就任した。カペッロはデル・ピエロのフィジカルの水準に満足しておらず、しばしば新加入の若手のズラタン・イブラヒモビッチを起用し、デル・ピエロをベンチに下げる采配を下した。とはいえ限られたプレー時間ながらもデル・ピエロは14得点を挙げ、アウェーのサン・シーロでのミラン戦ではオーバーヘッドキックでトレゼゲのゴールをアシストするなど活躍、同シーズンのセリエA優勝に貢献した。またチャンピオンズリーグでもベスト8まで進出したが、準々決勝で同シーズン優勝を果たすリヴァプールに敗れ敗退した。
続く2005–06シーズンには、多数の評論家などからもデル・ピエロは過去最高のコンディションに戻ったと評され、セリエAでは12得点、コッパ・イタリアでは得点王となる5得点、全コンペティションでは20得点を記録し、ユヴェントスのセリエA連覇に貢献した。このシーズンも監督のカペッロによりスタメンを外されイブラヒモビッチの控えに甘んじた事で、出場時間の減少からデル・ピエロとカペッロの関係はしばしば緊張を孕んだものとなった。
2006年1月10日に行われたコッパ・イタリアの対フィオレンティーナ戦でハットトリックをマーク。これがユヴェントスでの185得点目となり、ジャンピエロ・ボニペルティの持つクラブ歴代最多得点記録を塗り替えた。またセリエAのシーズン最終戦でも試合終了間際に得点し、ジョゼ・アルタフィーニが保持していたセリエAにおける1シーズンの途中出場からの得点記録である6得点に並んだ。しかし同シーズン終了直後に発覚したカルチョ・スキャンダルにより前2シーズンの優勝は取り消され、さらにまさかのセリエB降格処分という事態に見舞われることとなる。

#### 2006年～2007年：セリエBを制覇、セリエA復帰
突然のセリエB降格という事態に見舞われたデル・ピエロだったが、ファビオ・カンナバーロ、エメルソン、ジャンルカ・ザンブロッタ、パトリック・ヴィエラ、ズラタン・イブラヒモヴィッチ、リリアン・テュラムなどの主力が一斉に移籍する中、デル・ピエロはイングランドの強豪マンチェスター・ユナイテッドFCからのオファーを断り、真っ先にチームへの残留を表明した。デル・ピエロは「（オーナーの）アニェッリ家は、今後もファンや新たな監督らと共にチームを支えるに値する」とアニェッリ家への擁護を表明した。彼に続くようにネドベドやブッフォンらも残留を決意した。

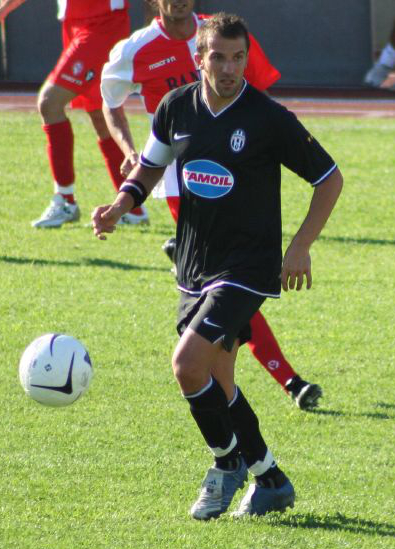
セリエBの2006-07シーズン、リミニとの対戦にて

デル・ピエロは2006 FIFAワールドカップにて優勝を果たし帰国した後、2006年8月23日に行われたコッパ・イタリアのチェゼーナ戦でシーズン初出場を果たした。ユヴェントスは2006-07シーズンはセリエBでプレーする事となったため、UEFAカップの出場権を獲得するためにはコッパ・イタリアの優勝が必須となった。デル・ピエロは74分に交代で途中出場し、9秒後にユヴェントスの勝ち越しゴールを決め勝利に貢献した。続く8月27日のナポリ戦でも61分に途中出場し、デル・ピエロは2得点を挙げたが試合はPK戦もつれこみ、最終的にPK戦5対4で敗北した。ユヴェントスは八百長の処分によるマイナス9ポイントのペナルティを受けた状態でシーズンをスタートしたにもかかわらず、圧倒的な成績でセリエBを制し1部復帰を果たした。デル・ピエロもセリエBで20得点を挙げ、得点王に輝いている。また2006年10月21日に行われたフロジノーネ戦では200ゴールを達成し、1-0での勝利に貢献した。

#### 2007年～2011年：セリエA復帰

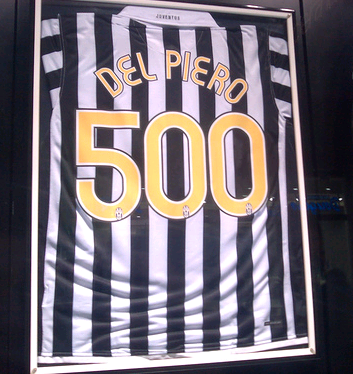
デル・ピエロのユヴェントスでの通算500試合出場を記念して作られたユニフォーム

セリエAに復帰した後、デル・ピエロはユヴェントスの新経営陣との新たな契約の交渉が難航し、数か月に及ぶ事となった。新たな契約は2010年6月30日までとなり、交渉の締結の後日、彼は第一子であるトビアスの誕生を発表した。2週間前のセリエAのフィオレンティーナ戦では監督のクラウディオ・ラニエリによりメンバーから外され、ロベルト・ドナドーニ率いるイタリア代表からも選外となっていたばかりのデル・ピエロにとって、この結果は大きなどんでん返しとなった。
2007年12月15日、デル・ピエロはセリエAのラツィオ戦に2得点を挙げ、2週連続でセリエAの週間ベストイレブンに選出された。2008年2月には同じくセリエAのローマ戦で、フリーキックから勝ち越しゴールを決め1-0の勝利に貢献した。2008年4月6日のパレルモ戦はユヴェントスでの553試合目となり、ガエターノ・シレアの持つクラブ歴代最多出場記録を更新した。4月にはセリエAの同月の全試合だけで、アタランタ戦でのハットトリックを含む7得点を記録している。
2007-08シーズンの最終節のサンプドリア戦、デル・ピエロは2得点を挙げ3-3の引き分けに持ち込む事に成功した。この2得点によってシーズン通算21得点をマークする事となり、自身初のセリエA得点王に輝くと同時に、パオロ・ロッシ以来、史上2人目となるセリエB・セリエA連続得点王の快挙を成し遂げる事となった。ユヴェントスは同シーズンのセリアAを3位で終え、翌シーズンのUEFAチャンピオンズリーグに出場する資格を獲得した。

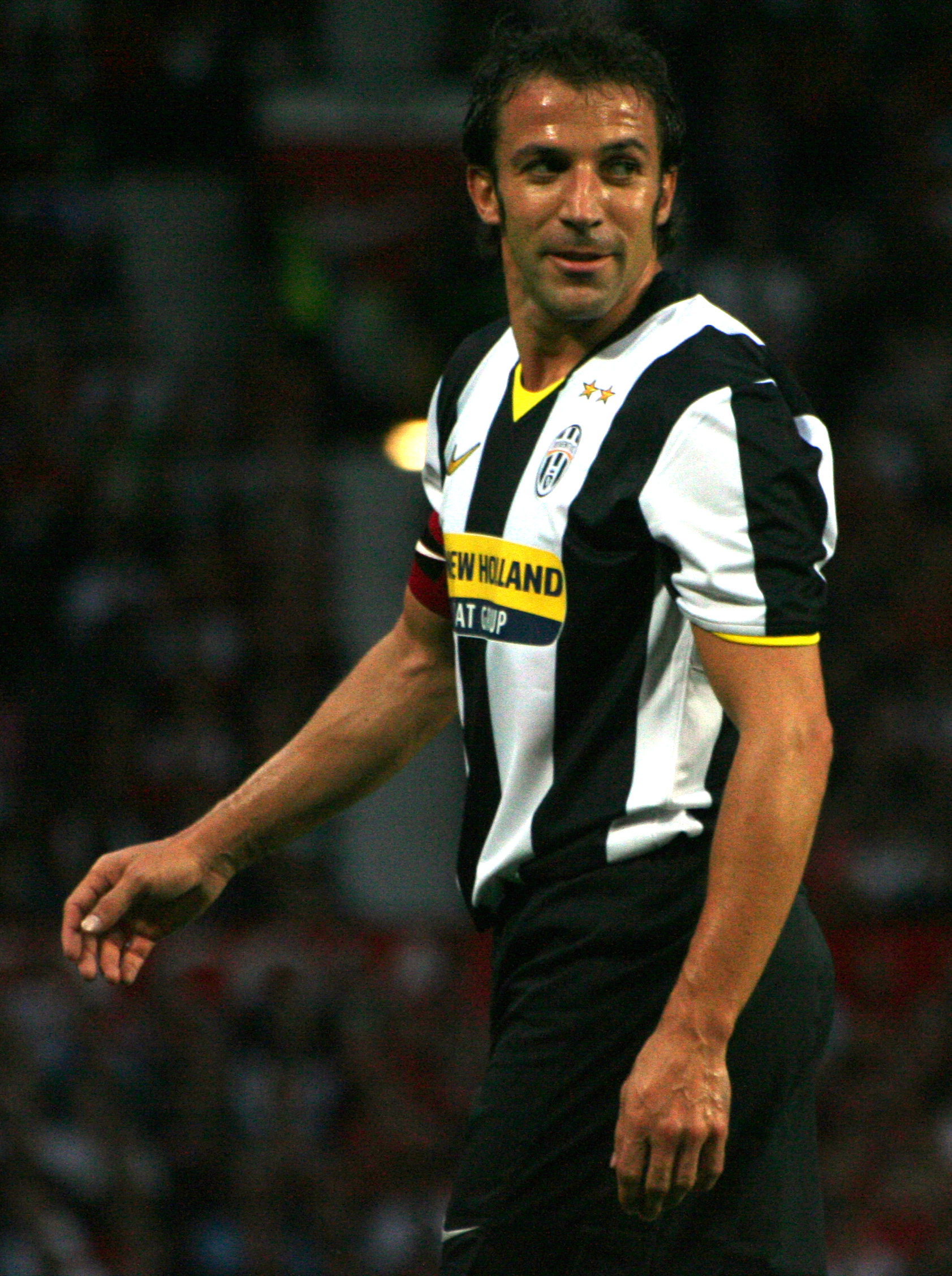
ユヴェントス時代後期（2008年）

2008年8月には、デル・ピエロはプロキャリアを40歳まで続ける意思がある事を発表した。3シーズンぶりのUEFAチャンピオンズリーグ出場となった2008-09シーズン、ユヴェントスはグループリーグでレアル・マドリード、ゼニト・サンクトペテルブルク、BATEボリソフと同じグループHに組み分けされた。デル・ピエロはユヴェントスのセリエA復帰後初試合となるホームでのゼニト戦で、フリーキックにより決勝点を挙げ1-0での勝利に貢献した。その後1つ空けて3試合目となる10月21日のホームでのレアル・マドリード戦では、試合開始わずか5分で遠距離のグラウンドシュートから先制点を挙げた。続くアウェーのエスタディオ・サンティアゴ・ベルナベウでの2ndレグでは2得点を記録し、レアル・マドリードの監督であったベルント・シュスターからも称賛を浴びた。後半アディショナルタイムにパオロ・デ・チェリエとの交代でベンチに退く際には、マドリスタからのスタンディングオーベーションを受けた。エスタディオ・サンティアゴ・ベルナベウで、アウェーの選手がスタンディングオーベーションを受けたのは、ディエゴ・マラドーナやロナウジーニョなど数少ない。しかしながらユヴェントスは決勝トーナメント2回戦でチェルシー相手に敗れ、デル・ピエロはホームでの2ndレグにてPKを決めたものの、勝利に導く事は叶わなかった。
2008年11月29日、レジーナ戦でユヴェントスでの通算250得点を記録。
2010年3月14日、シエナ戦でキャリア通算300得点を達成。
2010年10月30日、ACミラン戦で決勝ゴールをマーク。これがセリエAでの179得点目となり、ジャンピエロ・ボニペルティの持つセリエAでのクラブ最多得点記録を塗り替えた。

#### ユヴェントスを退団

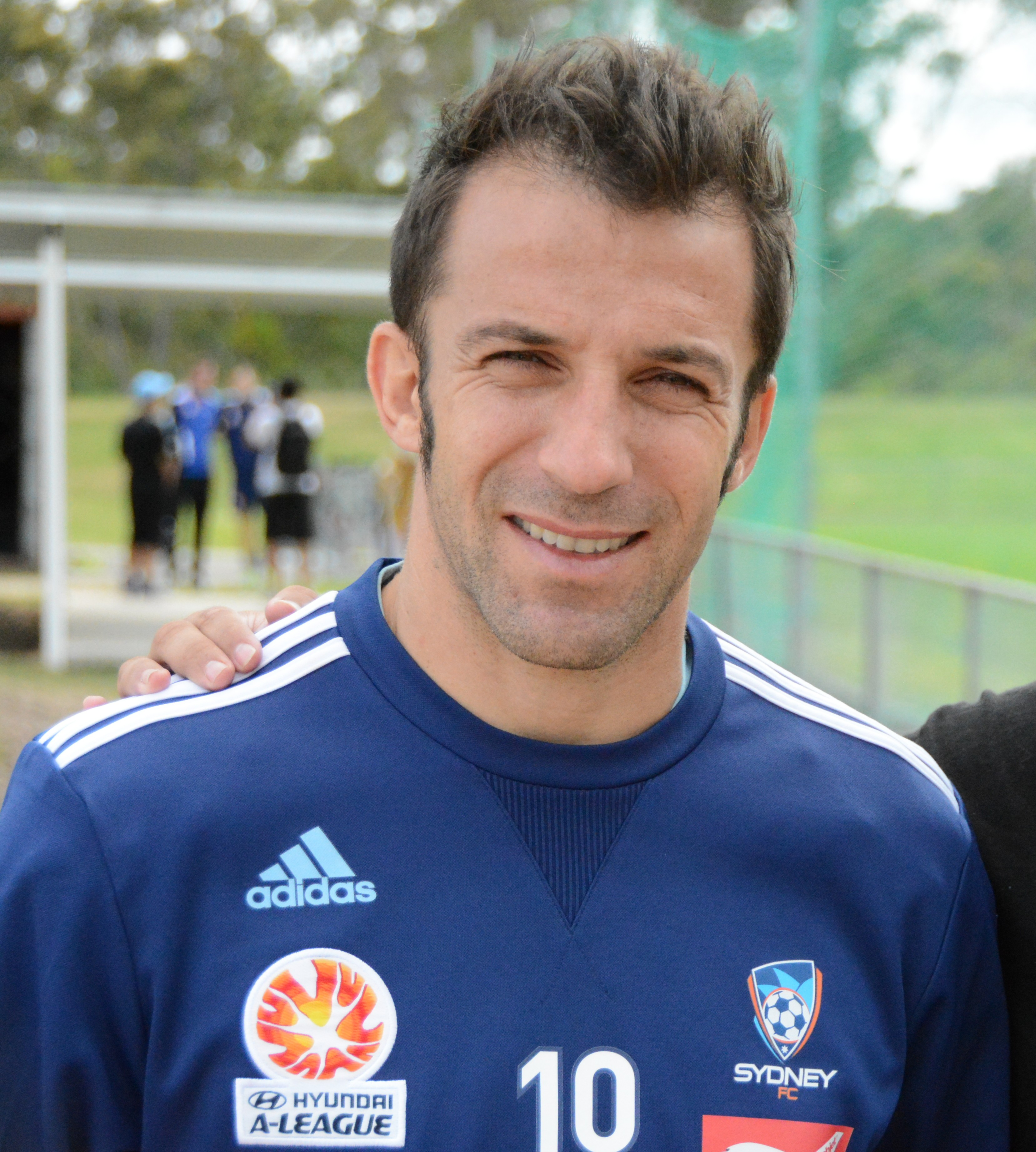
シドニーFC時代（2014年）

2011-12シーズンをもってユヴェントスを退団。9月5日にAリーグ・シドニーFCへの移籍が発表された。契約は2年間で年俸は約200万オーストラリア・ドルと、Aリーグ史上最高の年俸となる。
2014年4月28日、ブログでシドニーFC退団を発表した。2014年8月28日、自身の公式ツイッターでインドのデリー・ディナモスFCに移籍することを明らかにした。デル・ピエロは、「今日、デリー・ディナモスの一員になり、インド・スーパーリーグの新アンバサダーとなったことを報告できることを嬉しく思う」と発表した。

## 代表でのキャリア
イタリア代表デビューは1995年3月25日のエストニア戦。イタリア代表通算27得点はバッジョと並んで歴代4位タイ。FIFAワールドカップには1998年大会、2002年大会、2006年大会と3大会連続、ユーロには1996年大会、2000年大会、2004年大会、2008年大会と4大会連続で出場している。
ユーロ1996では、1994年のU-21欧州選手権を制し、アトランタ五輪を控える当時のU-21世代から飛び級のような形で代表に選ばれるも、初戦のロシア戦で怪我を負い、このロシア戦前半のみの出場に終わった。
1998年のフランスワールドカップでは、エースとして大会に臨むも、1997-98チャンピオンズリーグ決勝レアル・マドリード戦で負った怪我の影響から全く見せ場を作れず、主役をバッジョに譲った。
ユーロ2000では、決勝のフランス戦でシュートチャンスを外し、批判を浴びた。また、1998年11月の大怪我から不調に苦しむ間にフランチェスコ・トッティの台頭もあり、2000年代からは背番号10番をトッティに譲った。これについてデルピエロは「僕は『7』の方が合っている」と語っている。
2002年日韓ワールドカップでは、予選で5得点と良い成績を残したが、本大会前になって監督ジョバンニ・トラパットーニはシステムをより守備的なものに変更、スタメンを外される。それでもグループリーグのメキシコ戦で途中出場ながらワールドカップ初ゴールを決めてこの試合を1-1の引き分けに持ち込み、グループリーグ敗退の危機にあったチームを救った。ゴール後のパフォーマンスでは、右手の人差し指で天を指し、開幕前に亡くなった父へと捧げた。
ユーロ2004では、予選こそ不振のチームを救うほどの活躍を見せていたが、本大会では不慣れな左サイドというポジションや直前の左大腿部の怪我から思うような活躍をすることはできなかった。
2006年のドイツW杯ではかつてユヴェントスの監督であった恩師リッピ監督からの信頼が厚く、23人のメンバーに名を連ねる。準決勝のドイツ戦では延長戦から途中出場し、アルベルト・ジラルディーノからのパスを受け、「デル・ピエロ・ゾーン」から2点目となるダメ押しゴールを奪った。決勝のフランス戦では後半途中から出場し、PK戦では4人目のキッカーも務め、同国4度目のFIFAワールドカップ優勝に貢献した。
ユーロ2008本戦への招集は危ぶまれていたが、2007-2008シーズンのセリエA得点王としての活躍が認められ4度目のユーロ出場を果たした。グループリーグ第2戦のルーマニア戦では、ゲームキャプテンを務めるも、ロベルト・ドナドーニ監督は戦術上デル・ピエロを重用することはなかった。

## 引退後

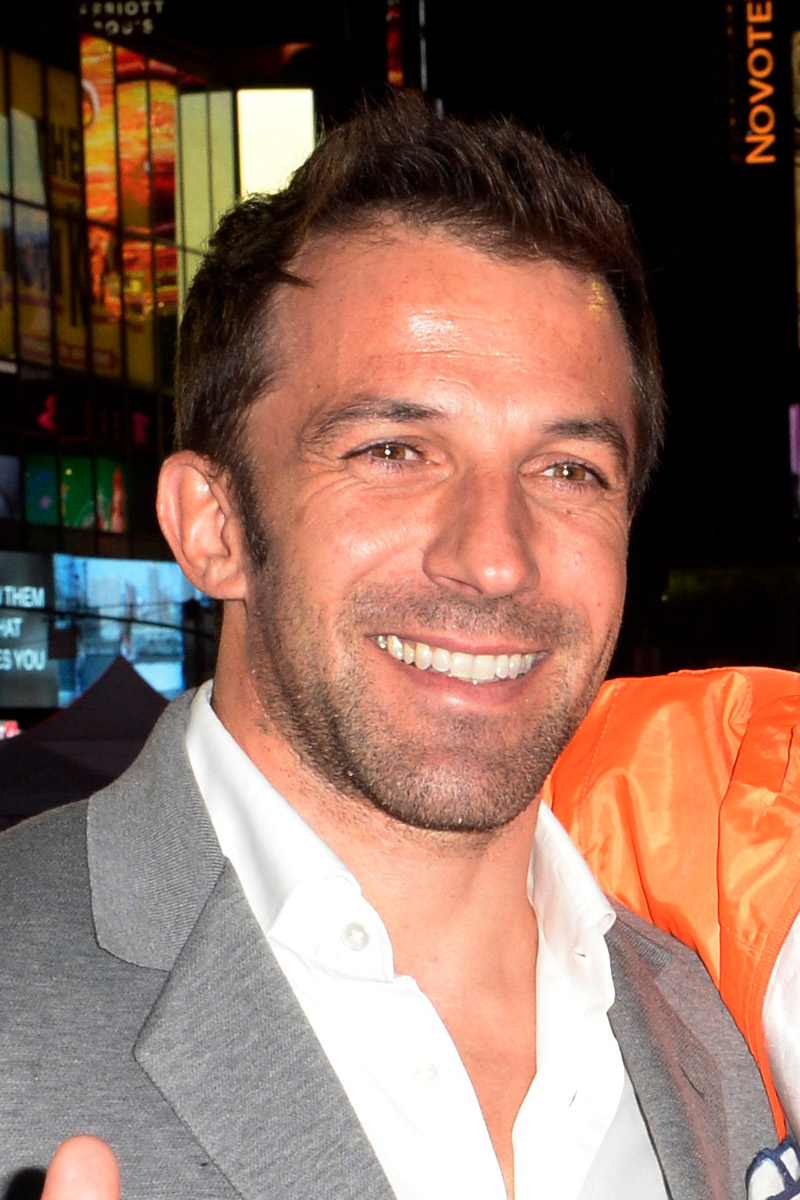
2015年

アメリカのロサンゼルスに居住しており、サングラスブランドの「AIRDP Style」やロサンゼルスにイタリアンレストラン「N10」を経営している。他にもアメリカ国内に自身のサッカースクールを開講するなど、様々な投資を行う実業家として活動している。また母国イタリアではサッカー解説者としても活動しており、2021年にはイタリアサッカー連盟の監督ライセンス講習を受講したことを明かしている。

## エピソード
- モータースポーツの観戦も趣味の一つ。2003年に亡くなったMoto-GPレーサーの加藤大治郎に生前サインを求めたことがある。2013年1月には、アメリカン・ル・マン・シリーズ（ALMS）に参戦するデンプシー・レーシングの共同オーナーに就任することが発表された[136]。
- 音楽好きであり、彼が選曲した楽曲を集めた「デル・ピエロ・セレクション」というコンピレーション・アルバムを制作している[137]。1曲目には、イギリスのロックバンドオアシスのワンダーウォールを選曲しており、ゴールドディスクの授与式では友人であるノエル・ギャラガー本人が駆けつけている[138]。

## 日本との関係
- 自身の日本語ブログを開設するなど親日家としても知られ、以下の様なエピソードがある。なお日本に興味を持つようになったのは小学校の地理の授業で先生から「どこかひとつ海外の国を選んで発表しなさい」という課題にたまたま日本を選んだことに由来するという[139]。
- キャプテン翼の作者である高橋陽一は2000年にヨーロッパを訪れた際にデル・ピエロから「子どもの頃にキャプテン翼を読んでましたよ」と声をかけられており、2011年には自身のブログの中で明石家さんまから贈られた高橋陽一直筆のイラストを公開しているなど、今でも愛着を持っている事がうかがえる[140]。
- キャプテン翼のイラスト入りFC岐阜のユニフォームをFC岐阜から贈られたことから、FC岐阜に試合に来場したこともある[141]。
- 新日本プロレスの熱烈なファン。1970年代後半から1980年代前半にかけてイタリアでもTV放映されていた『ワールドプロレスリング』を子供の頃よく見ていたという。中でも藤波辰爾、アントニオ猪木、木村健吾、タイガーマスク(初代)のファンであり、2005年にテレビ朝日のインタビューで藤波辰爾と対面した際には歓喜して、彼の技のひとつであるドラゴンスリーパーをリクエストしてかけられていた[142]。
- アニメ『ルパン三世』のファン。
- 2011年3月に日本で起きた東北地方太平洋沖地震の惨事を知り、チャリティー用に自らデザインしたTシャツ（イタリアの国旗の上に日の丸を乗せ「友」と言う文字が刻まれている）を販売し、その売り上げは復興の為に寄付する事を発表した。特に被害甚大であった仙台市は2002 FIFAワールドカップのイタリア代表のキャンプ地であり、その惨状を視て深い悲しみに陥ったと言う。そのTシャツを長友佑都も着用している。また慈善事業での収益金として2300万円を寄付した[143]。
- 2012年7月21日、日本のカシマスタジアムで行なわれた東日本大震災復興支援 2012Jリーグスペシャルマッチに自ら参加を申し入れゲストプレーヤーとして参加。『Jリーグ TEAM AS ONE』（被災地のクラブ・出身者の選抜チーム）の一員としてプレーし、後半25分にはミドルシュートで自ら得点を決めた[144]。
- 2023年9月に来日した際には来日イベントが東京で行われることが多いため「東京以外の場所にも行ってみたいんだ」と話している[145]。

## 個人成績
| 経歴     | 経歴               | 経歴           | リーグ | リーグ   | 国内カップ戦* | 国内カップ戦* | 欧州カップ戦** | 欧州カップ戦** | 国際カップ戦*** | 国際カップ戦*** | 合計   | 合計     |
| シーズン | クラブ             | セリエ         | 試合数 | ゴール数 | 試合数        | ゴール数      | 試合数         | ゴール数       | 試合数          | ゴール数        | 試合数 | ゴール数 |
| 1991-92  | パドヴァ           | セリエB        | 4      | -        | -             | -             | -              | -              | -               | -               | 4      | -        |
| 1992-93  | パドヴァ           | セリエB        | 10     | 1        | -             | -             | -              | -              | -               | -               | 10     | 1        |
| 合計     | 合計               | 合計           | 14     | 1        | 0             | 0             | 0              | 0              | 0               | 0               | 14     | 1        |
| 1993-94  | ユヴェントス       | セリエA        | 11     | 5        | 1             | 0             | 2              | 0              | -               | -               | 14     | 5        |
| 1994-95  | ユヴェントス       | セリエA        | 29     | 8        | 10            | 1             | 11             | 2              | -               | -               | 50     | 11       |
| 1995-96  | ユヴェントス       | セリエA        | 29     | 6        | 2             | 1             | 11             | 6              | 1               | 0               | 43     | 13       |
| 1996-97  | ユヴェントス       | セリエA        | 22     | 8        | 4             | 0             | 6              | 4              | 3               | 3               | 35     | 15       |
| 1997-98  | ユヴェントス       | セリエA        | 32     | 21       | 4             | 1             | 10             | 10             | 1               | 0               | 47     | 32       |
| 1998-99  | ユヴェントス       | セリエA        | 8      | 2        | 1             | 0             | 4              | 0              | 1               | 1               | 14     | 3        |
| 1999-00  | ユヴェントス       | セリエA        | 34     | 9        | 2             | 1             | 9              | 2              | -               | -               | 45     | 12       |
| 2000-01  | ユヴェントス       | セリエA        | 25     | 9        | 2             | 0             | 6              | 0              | -               | -               | 33     | 9        |
| 2001-02  | ユヴェントス       | セリエA        | 32     | 16       | 4             | 1             | 10             | 4              | -               | -               | 46     | 21       |
| 2002-03  | ユヴェントス       | セリエA        | 24     | 16       | 0             | 0             | 13             | 5              | 1               | 2               | 38     | 23       |
| 2003-04  | ユヴェントス       | セリエA        | 22     | 8        | 4             | 3             | 4              | 3              | 1               | 0               | 31     | 14       |
| 2004-05  | ユヴェントス       | セリエA        | 30     | 14       | 1             | 0             | 10             | 3              | -               | -               | 41     | 17       |
| 2005-06  | ユヴェントス       | セリエA        | 33     | 12       | 4             | 5             | 7              | 3              | 1               | 0               | 45     | 20       |
| 2006-07  | ユヴェントス       | セリエB        | 35     | 20       | 2             | 3             | -              | -              | -               | -               | 37     | 23       |
| 2007-08  | ユヴェントス       | セリエA        | 37     | 21       | 4             | 3             | -              | -              | -               | -               | 41     | 24       |
| 2008-09  | ユヴェントス       | セリエA        | 31     | 13       | 3             | 2             | 9              | 6              | -               | -               | 43     | 21       |
| 2009-10  | ユヴェントス       | セリエA        | 23     | 9        | 1             | 2             | 5              | 0              | -               | -               | 29     | 11       |
| 2010-11  | ユヴェントス       | セリエA        | 33     | 8        | 2             | 0             | 10             | 3              | -               | -               | 45     | 11       |
| 2011-12  | ユヴェントス       | セリエA        | 23     | 3        | 5             | 2             | -              | -              | -               | -               | 28     | 5        |
| 合計     | 合計               | 合計           | 513    | 208      | 56            | 25            | 127            | 51             | 9               | 6               | 705    | 290      |
| 2012-13  | シドニー           | Aリーグ        | 24     | 14       | -             | -             | -              | -              | -               | -               | 24     | 14       |
| 2013-14  | シドニー           | Aリーグ        | 24     | 10       | -             | -             | -              | -              | -               | -               | 24     | 10       |
| 合計     | 合計               | 合計           | 48     | 24       | 0             | 0             | 0              | 0              | 0               | 0               | 48     | 24       |
| 2014     | デリー・ディナモス | スーパーリーグ | 10     | 1        | -             | -             | -              | -              | -               | -               | 10     | 1        |
| 合計     | 合計               | 合計           | 10     | 1        | 0             | 0             | 0              | 0              | 0               | 0               | 10     | 1        |
| 総合計   | 総合計             | 総合計         | 585    | 234      | 56            | 25            | 127            | 51             | 9               | 6               | 777    | 316      |

* コッパ・イタリア、イタリア・スーパーカップを指す

** UEFAチャンピオンズリーグ、UEFAカップ、UEFAインタートトカップ、UEFAスーパーカップを指す

*** インターコンチネンタルカップ、FIFAクラブワールドカップを指す

## 代表歴

### 出場大会
- イタリア代表
  - 1998 FIFAワールドカップ
  - 2002 FIFAワールドカップ
  - 2006 FIFAワールドカップ

### 試合数
- 国際Aマッチ 91試合 27得点（1995年-2008年）[146]

| イタリア代表 | 国際Aマッチ | 国際Aマッチ |
| 年           | 出場        | 得点        |
| ------------ | ----------- | ----------- |
| 1995         | 7           | 1           |
| 1996         | 4           | 2           |
| 1997         | 6           | 4           |
| 1998         | 8           | 3           |
| 1999         | 2           | 0           |
| 2000         | 13          | 4           |
| 2001         | 6           | 3           |
| 2002         | 11          | 5           |
| 2003         | 4           | 2           |
| 2004         | 6           | 1           |
| 2005         | 4           | 0           |
| 2006         | 9           | 2           |
| 2007         | 5           | 0           |
| 2008         | 6           | 0           |
| 通算         | 91          | 27          |

### 得点
| #   | 開催年月日     | 開催地                                             | 対戦国           | スコア | 結果 | 試合概要                                |
| --- | -------------- | -------------------------------------------------- | ---------------- | ------ | ---- | --------------------------------------- |
| 1.  | 1995年11月15日 | レッジョ・エミリア、チッタ・デル・トリコローレ     | リトアニア       | 1–0    | 4–0  | UEFA EURO '96予選                       |
| 2.  | 1996年1月24日  | テルニ、スタディオ・リベロ・リベラティ             | ウェールズ       | 1–0    | 3–0  | 親善試合                                |
| 3.  | 1996年5月29日  | クレモナ、スタディオ・ジョヴァンニ・ツィーニ       | ベルギー         | 1–2    | 2–2  | 親善試合                                |
| 4.  | 1997年1月22日  | パレルモ、スタディオ・レンツォ・バルベラ           | 北アイルランド   | 2–0    | 2–0  | 親善試合                                |
| 5.  | 1997年6月8日   | リヨン、スタッド・ジェルラン                       | ブラジル         | 1–0    | 3–3  | 1997 トゥルヌワ・ドゥ・フランス         |
| 6.  | 1997年6月8日   | リヨン、スタッド・ジェルラン                       | ブラジル         | 3–1    | 3–3  | 1997 トゥルヌワ・ドゥ・フランス         |
| 7.  | 1997年6月11日  | パリ、パルク・デ・プランス                         | フランス         | 2–2    | 2–2  | 1997 トゥルヌワ・ドゥ・フランス         |
| 8.  | 1998年1月28日  | カターニア、スタディオ・アンジェロ・マッシミーノ   | スロベニア       | 2–0    | 3–0  | 親善試合                                |
| 9.  | 1998年10月10日 | ウーディネ、スタディオ・フリウーリ                 | スイス           | 1–0    | 2–0  | UEFA EURO 2000予選                      |
| 10. | 1998年10月10日 | ウーディネ、スタディオ・フリウーリ                 | スイス           | 2–0    | 2–0  | UEFA EURO 2000予選                      |
| 11. | 2000年2月23日  | パレルモ、スタディオ・レンツォ・バルベラ           | スウェーデン     | 1–0    | 1–0  | 親善試合                                |
| 12. | 2000年6月19日  | アイントホーフェン、フィリップス・スタディオン     | スウェーデン     | 2–1    | 2–1  | UEFA EURO 2000                          |
| 13. | 2000年10月11日 | アンコーナ、スタディオ・デル・コネーロ             | グルジア         | 1–0    | 2–0  | 2002 FIFAワールドカップ・ヨーロッパ予選 |
| 14. | 2000年10月11日 | アンコーナ、スタディオ・デル・コネーロ             | グルジア         | 2–0    | 2–0  | 2002 FIFAワールドカップ・ヨーロッパ予選 |
| 15. | 2001年3月28日  | トリエステ、スタディオ・ネレオ・ロッコ             | リトアニア       | 2–0    | 4–0  | 2002 FIFAワールドカップ・ヨーロッパ予選 |
| 16. | 2001年3月28日  | トリエステ、スタディオ・ネレオ・ロッコ             | リトアニア       | 4–0    | 4–0  | 2002 FIFAワールドカップ・ヨーロッパ予選 |
| 17. | 2001年10月6日  | パルマ、スタディオ・エンニオ・タルディーニ         | ハンガリー       | 1–0    | 1–0  | 2002 FIFAワールドカップ・ヨーロッパ予選 |
| 18. | 2002年2月13日  | カターニア、スタディオ・アンジェロ・マッシミーノ   | アメリカ合衆国   | 1–0    | 1–0  | 親善試合                                |
| 19. | 2002年6月13日  | 大分市、ビッグアイ                                 | メキシコ         | 1–1    | 1–1  | 2002 FIFAワールドカップ                 |
| 20. | 2002年9月7日   | バクー、トフィク・バフラモフ・スタジアム           | アゼルバイジャン | 0–2    | 0–2  | UEFA EURO 2004予選                      |
| 21. | 2002年10月12日 | ナポリ、スタディオ・サン・パオロ                   | ユーゴスラビア   | 1–1    | 1–1  | UEFA EURO 2004予選                      |
| 22. | 2002年10月16日 | カーディフ、ミレニアム・スタジアム                 | ウェールズ       | 1–1    | 2–1  | UEFA EURO 2004予選                      |
| 23. | 2003年6月11日  | ヘルシンキ、オリンピックスタジアム                 | フィンランド     | 0–2    | 0–2  | UEFA EURO 2004予選                      |
| 24. | 2003年9月6日   | ミラノ、サン・シーロ                               | ウェールズ       | 4–0    | 4–0  | UEFA EURO 2004予選                      |
| 25. | 2004年9月8日   | キシナウ、スタディオヌル・ジンブル                 | モルドバ         | 0–1    | 0–1  | 2006 FIFAワールドカップ・ヨーロッパ予選 |
| 26. | 2006年3月1日   | フィレンツェ、スタディオ・アルテミオ・フランキ     | ドイツ           | 4–0    | 4–1  | 親善試合                                |
| 27. | 2006年7月4日   | ドルトムント、FIFA WM-シュタディオン・ドルトムント | ドイツ           | 0–2    | 0–2  | 2006 FIFAワールドカップ準決勝           |

## タイトル

### クラブ
ユヴェントスFC
- セリエA（1994-95, 1996-97, 1997-98, 2001-02, 2002-03, 2011-12）
- セリエB（2006-07）
- コッパ・イタリア（1994-95）
- スーペルコッパ・イタリアーナ（1995, 1997, 2002, 2003）
- UEFAチャンピオンズリーグ（1995-96）
- UEFAスーパーカップ（1996）
- UEFAインタートトカップ（1999）
- インターコンチネンタルカップ（1996）

### 代表
イタリア代表
- FIFAワールドカップ（2006）

### 個人
- UEFAチャンピオンズリーグ得点王（1997-98）
- セリエA得点王（2007-2008）
- セリエB得点王（2006-2007）
- コッパ・イタリア得点王（2005-06）
- トヨタカップ最優秀選手（1996）
- イタリア最優秀選手（1998，2008）
- ブラヴォー賞（1996）
- ゴールデンフット賞（2007）
- UEFAチャンピオンズリーグ10周年ベストアタッカー（2006）
- UEFA Golden Jubilee Poll（2004）
- FIFA 100（2004）
- 20世紀の偉大なサッカー選手100人　77位（ワールドサッカー誌選出　1999）
- ESM Team of the Year（1995-96, 1996-97, 1997-98）
- ユヴェントスクラブ歴代最多得点記録
- ユヴェントスクラブ歴代最多出場記録